# Viganò
Viganò es un municipio italiano situado en la provincia de Lecco, en Lombardía. Tiene una población estimada, a fines de agosto de 2023, de 2057 habitantes.

## Evolución demográfica
| Gráfica de evolución demográfica de Viganò entre 1861 y 2023 |
|                                                              |
| Fuente: ISTAT - Elaboración gráfica de Wikipedia             |